# Pokémon Rumble Blast
Pokémon Rumble Blast, conocido en la región PAL como Super Pokémon Rumble y en Japón como Super Pokémon Scramble (スーパーポケモンスクランブル Supa Pokémon Sukuranburu?), es un videojuego de acción beat 'em up de la serie Pokémon para la Nintendo 3DS. El juego salió a la venta en Japón el 11 de agosto de 2011, en Norteamérica el 24 de octubre de 2011 y en Europa el 2 de diciembre de 2011. Es un sucesor de Pokémon Rumble para WiiWare de 2009.
El juego se relanzó como descarga digital de Nintendo eShop para la región PAL el 29 de noviembre de 2012 y en Norteamérica el 20 de diciembre de 2012.

## Juego
Pokémon Rumble Blast presenta una jugabilidad similar a la de su predecesor Pokémon Rumble, en la que el Pokémon del jugador explora varias áreas mientras se enfrenta a los Pokémon enemigos. Un Pokémon jefe espera al final de cada mazmorra y la dificultad de cada jefe aumenta a medida que el jugador avanza en el juego. En este juego hay pueblos en la zona y cada pueblo tiene máquinas donde puedes comprar nuevos movimientos, liberar Pokémon cuando tengas demasiados, y una fuente llena de Glowdrops que curan a tus Pokémon. En el juego, las Glowdrops están desapareciendo y tienes que averiguar quién se las llevó y atraparlas. Este juego incluye Pokémon de juguete de las primeras cinco generaciones.

Un Pikachu cambiando con un Oshawott. Cuando se realiza el cambio, el jugador se retrasa.

Pokémon Rumble Blast también viene con la opción de jugar contra otros de forma inalámbrica utilizando el etiquetado StreetPass. Esto permite al jugador ver los Pokémon y los Miis del otro jugador.

## Argumento
El juego comienza en la Ciudad de Juguete donde se les introduce en la mecánica del juego y en la Batalla Real. Después de ganar la Batalla Real, los Glowdrops de la Ciudad de Juguete han sido robados. A medida que el juego avanza, el jugador se encontrará con varios Pokémon que contribuirán con varios papeles a la historia. El jugador también se aventurará por varias ciudades, cada una con una atmósfera diferente. Finalmente, se encuentra al ladrón de Glowdrop (que en realidad es Coballion), pero éste rompe la llave de cuerda del jugador, retrasando el tiempo de cambio. Más adelante en la historia, Coballion se encuentra de nuevo en el Eje Mundial, donde revela que ha estado robando las Glowdrops para intentar arreglar el Eje Mundial, que aparentemente ha sido invadido por el óxido, así como el pokémon que hay dentro. A medida que el jugador se adentra en el Eje Mundial, se da cuenta de que una entidad llamada Óxido Oscuro es la fuente de todo el óxido. Protegido por un campo de fuerza, Óxido Oscuro es aparentemente invencible hasta que Coballion sacrifica su llave para destruir el campo. Después de que Coballion desactiva el campo de fuerza, el jugador lucha contra Óxido Oscuro, y cuando es derrotado, el óxido es eliminado del Eje Mundial y de todos los pokémon afectados anteriormente por él, y todas las Fuentes de Glowdrop del mundo vuelven a la normalidad una vez más.

## Recepción
Pokémon Rumble Blast recibió críticas mixtas, con una puntuación total de 56 en Metacritic. Audrey Drake de IGN dio al juego un 6,5/10, concluyendo su crítica: "En conjunto, Pokémon Rumble Blast tiene ciertamente más que ofrecer que su predecesor. Con más cosas que hacer, muchos más Pokémon que recoger y muchas más áreas que explorar, el juego representa sin duda un paso adelante para la serie, pero no lo suficientemente grande". Los gráficos sin refinar y la presentación de los huesos desnudos, junto con la ya escasa jugabilidad, conforman un paquete que realmente debería haber sido un título de 3DSWare en lugar de una versión completa. Si lo único que buscas es diversión y la inclusión de Pokémon, entonces Rumble Blast es el juego para ti." Nintendo Power otorgó al juego la puntuación más alta de la revisión (y la única revisión "positiva" según los estándares de Metacritic) de 7,5/10, resumiendo que el juego "es una experiencia algo superficial, pero la acción simple y los niveles cortos lo convierten en un buen juego portátil para coger y jugar". La revista oficial de Nintendo le dio al juego un 68% diciendo que el juego era un poco demasiado delgado para un lanzamiento completo.